# Clandarium
Clandarium es un género de plantas hepáticas perteneciente a la familia Scapaniaceae. Comprende 5 especies descritas y de estas, solo 3 aceptadas.

## Taxonomía
El género fue descrito por (Grolle) R.M.Schust.   y publicado en Phytologia 56: 68. 1984.

## Especies
- Clandarium clandestinum (Mont.) R.M. Schust.
- Clandarium gottscheanum (Grolle) R.M. Schust.
- Clandarium xiphophyllum (Grolle) R.M. Schust.